# イプロゥヴェト試験
イプロゥヴェト試験（イプロゥヴェトしけん、Eprouvette test）は、フランスで発明され17世紀から19世紀まで欧米各国で用いられていた火薬類の性能試験の一種。フランスでは無煙火薬が一般化するまで黒色火薬の性能を判定して等級付けをするために用いられ欧米各国でも採用されていた。
Eprouvetteとはフランス語のÉprouvetteに由来する英単語で、フランス語で試料を意味しており、現代でもフランス語では試料とか試験管などの意味で使用されている。
直訳すれば試料試験となるが、英語のサンプルテストとは異なる意味で火薬試験の用語となっている。

## 試験方法
イプロゥヴェト臼砲(Eprouvette Mortar)と呼ばれる専用の臼砲に規定の砲弾と黒色火薬を装填して砲弾を打ち出し、砲弾の飛距離によって火薬の品質を判定する。
良い火薬であれば遠くまで飛び、低品質であれば飛距離が短くなる。
アメリカ海軍では24ポンドの砲弾を1オンスの火薬で発射して225ヤードを超えることが最低品質とされ、良品では300ヤードに達した。
現代では各種火薬の試験方法が制定されガンパウダーに関しては検圧銃による試験が行われるためこのような原始的な試験法は行われていない。